# 송도버스
송도버스 (松島―)는 인천광역시의 시내버스 회사이다. 본사는 인천광역시 중구 축항대로86번길 135 (항동7가)에 있으며 전 차량이 BYD eBus-11과 뉴 슈퍼 에어로시티와 일렉시티로 운행한다.

## 연혁
- 1978년 11월 1일: 부천시의 시내버스 업체인 소신여객에서 분리되어 설립.
- 1991년: 인천시 좌석버스를 개통하였으며, 공동배차로 운행하였다.
- 1992년 7월: 당시 연수구 3-1번 마을버스 옥련동 현대아파트-송도역-선학역-주안도서관-주안역 노선을 낙찰받아 운행하였다.
- 1996년: 연수구 3-1번 마을버스를 대연수교통에 매각하였다.
- 1999년 4월: 시내좌석버스를 강인여객에 매각하였다.
- 1999년 9월: 경인여객의 폐업으로 경인여객이 보유했던 버스 5대를 받아 증차하였다.
- 2001년 1월: 인천시내버스 2차 고정배차시행으로 3번, 8번, 16번 버스를 배정받아 운행하였다.
- 2005년: 3번 버스를 영종운수에 매각하였다.
- 2006년: 옛 경향여객 대표이사가 송도버스를 인수하여 운영했다. 그리고 소래,논현지구 교통편의를 위해 16-1번 시내버스를 신설개통하였다.
- 2008년: 경영권이 선진그룹 버스사업부문에 매각되어 현재 운영중이다.
- 2009년: 16번 시내버스를 당시 동사인 성민버스로 변경하였다.
- 2009년 1월 30일: 인천시내버스의 준공영제 개시와 노선조정으로 16번 시내버스의 연수구 동춘동-송내역 구간은 연수구 동춘동-동인천역으로 변경하여 운행하였다.
- 2012년 3월 23일: 인천대학교-송도국제도시-송도역을 잇는 9번 시내버스를 신설 개통하였다.
- 2012년 8월 18일: 9번 시내버스 노선이 송도역에서 인하대학교-용현시장-동인천역으로 변경과 더불어 성민버스에 매각하였다.
- 2015년 10월 12일 ~ 2016년 2월 21일: 파행운행으로 면허가 취소된 인천여객의 4번 시내버스를 공동배차 운행하였다.
- 2016년 7월 30일: 인천시내버스 노선 개편으로 16-1번 기점이 면허시험장에서 동춘동 차고지로 연장하여 운행.
- 2018년 9월 15일: 인천시내버스 노선 개편으로 16-1번 노선이 부분적으로 변경하여 운행.
- 2019년: 본사를 현 위치인 인천광역시 중구 축항대로86번길로 이전.
- 2020년 6월 20일: 16-1번 시내버스 노선의 기점이 연수구 동춘동에서 연안부두(항동7가 버스차고지)로 변경되어 운행하였다.
- 2025년  1월  1일: 인천시내버스의 현금없는 시내버스 전면시행으로 8번 시내버스노선을 포함한 보유노선 전 노선 현금없는버스를 시행한다

## 운행 노선

### 간선버스
| 운행노선 | 운행구간                     | 운행구간 | 운행구간   | 배차간격 (분) | 인가 대수 | 비고                                         |
| -------- | ---------------------------- | -------- | ---------- | ------------- | --------- | -------------------------------------------- |
| 8번      | 인천대학교공과대학           | ↔        | 송내역     | 6 - 8         | 38        |                                              |
| 8A번     | 인천대학교공과대학           | ↔        | 송내역     | 7 - 14        | -         | 막차 시간 중간 종료 계통. 8번 차량으로 운행. |
| 16-1번   | 연안부두(항동7가 버스차고지) | ↔        | 송내역남부 | 14 - 16       | 20        |                                              |

## 과거 운행 노선

#### 간선버스
- ● 9번: 인천대학교 공과대학 - 인천대학교 자연과학대학 - 인천대학교 정문 - 스트릿마켓 갤러리 - 인천대입구역 - 투모로우시티 - 센트럴공원 - 송도 더 샵퍼스트월드 아파트 - 인천해양경찰청 - 푸르지오 월드마크 - 더샵 하버뷰 - 더샵 엑스포빌리지(체드윅 송도국제학교) - 엑스포빌리지 10단지 - 송도2동 주민센터 - 송도 라마다호텔 앞 - 송도유원지(도로교통공단) - 백산아파트 - 원흥아파트 - 현대3차 아파트 - 현대아파트 - 현대4차 아파트 - 쌍용아파트 - 송도재래시장 - 옥련고개 - 송도고등학교 입구 - 옥련여자고등학교 입구 - 학익역 - OCI주식회사 - 홈플러스 인하점, 인하대역 (TBN 인천교통방송) - 용현동 우체국 - 용현고개 - 용현시장 - 숭의교회 - 숭의로터리 - 숭의역 - 구 터미널(CJ제일제당 1공장) - 인하대학교 의과대학 부속병원 - 출입국관리사무소 - 삼익아파트 (숭의역) - 경남아파트 - 제2국제여객터미널 (이마트 동인천점) - 신포역 - 인천여자상업고등학교 - 신포시장 - 동인천역 (반환시: (구)미림극장 - 배다리 - 동인천역 (대한서림)) (지금은 성민버스에게 양도 되었다.)
- ● 16번: 연수구 동춘동 ~ 동춘2동 주민센터 - 인천뷰티예술고등학교 - 동막초등학교 - 현대1차 아파트 - 대우,삼환아파트 - 연수구청 - 동아,금호아파트 - 롯데아파트 - 청량중학교 - 동춘마을아파트 - 여성의 광장 - 인천상이군경복지회관 - 송도라마다호텔 - 송도유원지 - 백산아파트 - 원흥아파트 - 현대3차 아파트 - 경인방송 - 정비단지 - 금호어울림아파트 - 새한아파트 - 삼은교회 - 토지금고 - 용현초등학교 - 굴다리 입구 - 유원아파트 - 백운프라자 - 대우 푸르지오아파트(구 터미널) - 강원연탄 - 신흥시장 - 중구노인복지회관 - 송도중학교 - 신포시장 - 동인천역 - 미림극장 - 배다리3거리 - 삼익아파트 - 송림5거리 - 동산중학교(동산고등학교) - 동산교회 - 도화동 신협 - 인화여자고등학교 - 제물포역 - 상수도사업본부(스마트타운) - 도화5거리 - 대화초등학교 - 삼덕아파트 - 신태양아파트 - 태화아파트 - 주안북초등학교 - 주안역 북부(공단시장) - 6공단 입구 - 공단치안센터 - 한국폴리텍2대학 남인천캠퍼스 - LS산전 - 한미반도체 - 공단본부 - 귀뚜라미보일러 - 린나이코리아 - 수출산업단지 6공단 입구 - 십정시장 입구 - 종근당 - 동암4거리 - 간석오거리역 - 교원공제조합 - 간석시장 - 상인천중학교 - KT만수지점 - 만수소방서 - 만수5동 주민센터 - 인수초등학교 - 건설기술교육원 - 삼환아파트 - 남동구청 - 남동초등학교 - 담방로4거리 - 진흥아파트 - 만수고등학교 - 장수교 - 장수동 입구 - 장수4거리 - 인천대공원 - 무내미마을 - 충성아파트 - 근로복지공단 인천병원 - 구산4거리 - 송내역 (성민버스에 양도)